# Fast & Furious 5: Phi vụ Rio
Fast & Furious 5: Phi vụ Rio (tên gốc tiếng Anh: Fast Five, hoặc Fast & Furious 5 và Fast & Furious 5: Rio Heist tại một số thị trường) là một phim điện ảnh hành động của Mỹ năm 2011 do Justin Lin đạo diễn và Chris Morgan viết kịch bản. Đây là phần phim thứ năm trong loạt phim The Fast and the Furious. Fast & Furious 5: Phi vụ Rio kể về hành trình của Dominic Toretto (Vin Diesel), Brian O'Conner (Paul Walker), và Mia Toretto (Jordana Brewster) khi họ lên kế hoạch đi cướp 100 triệu USD từ một thương nhân ăn hối lộ tên là Hernan Reyes (Joaquim de Almeida), dưới sự truy bắt của đặc vụ Cục An ninh Ngoại giao Hoa Kỳ Luke Hobbs (Dwayne Johnson).
Khi phát triển Fast & Furious 5: Phi vụ Rio, Universal Studios quyết định từ bỏ chủ đề đua xe đường phố vốn đã lặp lại nhiều lần trong các phần trước, để chuyển sang làm loạt phim hành động trộm cướp có sử dụng xe hơi. Qua đó, họ mong muốn có thể thu hút đối tượng khán giả rộng hơn thay vì chỉ gói gọn trong giới am hiểu về xe và văn hoá xe hơi. Fast & Furious 5: Phi vụ Rio được coi là bộ phim chuyển tiếp của loạt phim, chỉ chứa một cảnh đua xe duy nhất, thay vào đó tập trung nhiều hơn vào các phân cảnh hành động chẳng hạn như đấu súng, cãi lộn, và vụ trộm 100 triệu USD. Đoàn làm phim triển khai một chiến dịch quảng bá sâu rộng cho bộ phim trên các phương tiện truyền thông đại chúng, trò chơi ảo, các rạp chiếu phim, nhà sản xuất xe hơi, và cả ở giải đua xe NASCAR.
Fast & Furious 5: Phi vụ Rio được phát hành tại Úc vào ngày 20 tháng 4 năm 2011, và sau đó là tại Hoa Kỳ vào ngày 29 tháng 4 năm 2011. Bộ phim thu được thành công thương mại lớn, phá kỷ lục doanh thu phòng vé của các bộ phim khởi chiếu vào dịp cuối tuần tháng tư và là phim có doanh thu dịp cuối tuần khởi chiếu trong mùa xuân cao thứ hai, vượt qua Fast & Furious (2009) để trở thành phim có doanh thu cao nhất của loạt phim tính tới thời điểm đó. Fast & Furious 5: Phi vụ Rio thu về tổng cộng 625 triệu USD trên toàn thế giới, trở thành bộ phim có doanh thu toàn cầu cao thứ 66 mọi thời đại (chưa tính sự trượt giá của đồng đô-la Mỹ), và là phim có doanh thu cao thứ bảy của năm 2011.
Phim được các nhà phê bình ca ngợi bởi sự kết hợp giữa tính hài hước và "các phân cảnh hành động chà đạp lên những định luật vật lý cơ bản"; một số nhà phê bình còn ca ngợi đây là phần hay nhất của cả loạt phim. Johnson được đặc biệt khen ngợi với phần diễn xuất của mình, một số nhà phê bình gọi anh là "điều tuyệt vời nhất trong Fast & Furious 5: Phi vụ Rio" và nói rằng những cảnh có sự góp mặt của Johnson và Diesel là "những khoảnh khắc hay nhất". Tuy vậy, một số người vẫn chỉ trích thời lượng quá dài của bộ phim và cách tái hiện các nhân vật nữ: "Các vai [nữ] thực sự là những vai diễn đi sau. Có người thậm chí bị gọi thẳng tên." Các nhà phê bình phim Nam Mỹ thì chỉ trích cách bộ phim tái hiện thành phố Rio de Janeiro giống như một thiên đường cho bọn buôn bán chất gây nghiện và hối lộ, gọi đó là một "sự rập khuôn". Phần tiếp theo, Fast & Furious 6, được phát hành vào tháng 8 năm 2013 và đạt được doanh thu phòng vé lớn, vượt qua Fast & Furious 5: Phi vụ Rio trở thành phim có doanh thu cao nhất của loạt phim. Một phần tiếp theo khác, Fast & Furious 7, phát hành tháng 4 năm 2015, nhanh chóng vượt qua doanh thu Fast & Furious 6 với 1,5 tỷ USD tiền vé toàn cầu. Phần thứ tám của loạt phim, lấy tựa là The Fast of the Furious 8 được ra mắt vào ngày 14 tháng 4 năm 2017.

## Cốt truyện
Khi Dominic "Dom" Toretto bị áp giải tới Nhà tù Lompoc bằng xe buýt, em gái anh Mia Toretto và bạn Brian O'Conner chỉ huy một vụ cướp tù, khiến chiếc xe buýt gặp tai nạn và giải thoát cho Dom. Khi các nhà chức trách truy tìm họ, thì bộ ba đã trốn sang Rio de Janeiro. Đợi Dom đến, Mia và Brian cùng với người bạn của họ là Vince và một số người khác tham gia một vụ cướp ba chiếc ô tô đang được chở trên một tàu hoả. Brian và Mia phát hiện ra rằng các đặc vụ của Cơ quan phòng chống ma tuý Hoa Kỳ cũng có mặt trên chiếc tàu hoả và rằng những chiếc xe họ cướp được là tài sản bị tịch thu. Khi Dom đến cùng với những đồng phạm khác, anh phát hiện ra rằng một trong số họ, Zizi, chỉ muốn cướp một chiếc xe, đó là chiếc Ford GT40. Dom để Mia tự cướp chiếc xe đó còn bản thân anh và Brian đánh nhau với Zizi và người của hắn. Trong lúc đánh nhau, Zizi đã giết chết các đặc vụ được giao nhiệm vụ trông coi những chiếc xe. Dom và Brian bị bắt và đưa tới chỗ trùm tội phạm Hernan Reyes, chủ của những chiếc xe và là sếp của Zizi. Reyes ra lệnh thẩm vấn để tìm ra tung tích những chiếc ô tô trên, nhưng Dom và Brian thoát được và rút về nơi ẩn náu của họ.
Khi Brian, Dom, và Mia đang kiểm tra chiếc xe để tìm hiểu vì sao nó quan trọng đến thế, thì Vince tới và tìm cách tháo một con chip vi tính ra khỏi chiếc ô tô. Khi bị phát hiện, anh thừa nhận rằng mình đang định bán con chip cho Reyes một mình để lấy tiền. Dom đuổi Vince đi. Brian điều tra con chip và phát hiện ra rằng nó chứa thông tin chi tiết về toàn bộ đế chế phạm pháp của Reyes, trong đó có vị trí của khối tiền mặt trị giá 100 triệu USD.
Đặc vụ của Cục An ninh Ngoại giao Hoa Kỳ Luke Hobbs và nhóm của anh tới Rio để bắt Dom và Brian. Với sự giúp đỡ của sĩ quan cảnh sát sở tại Elena Neves, họ tới nơi ẩn náu của Dom, nhưng phát hiện ra rằng nó đã bị người của Reyes đột kích. Brian, Dom và Mia thoát được; Dom đề nghị họ chia nhau ra để rời Rio, nhưng Mia thông báo rằng cô đã có thai với Brian. Dom đồng ý để cả nhóm ở lại cùng nhau và gợi ý rằng họ nên cướp tiền của Reyes để bắt đầu một cuộc sống mới. Ba người thành lập một đội để thực hiện vụ cướp, gồm có: Han, Roman Pearce, Tej, Gisele, Leo, và Santos. Vince sau đó quay lại tham gia cùng với nhóm sau khi cứu Mia khỏi người của Reyes. 
Hobbs và đội của anh cuối cùng cũng tìm được và bắt Dom, Mia, Brian và Vince. Khi đưa họ tới sân bay để dẫn độ về Mỹ, chiếc xe của cơ quan đã bị người Reyes tấn công. Toàn bộ nhóm của Hobbs bị giết; riêng Hobbs và Elena được Dom, Brian, Mia và Vince đánh trả và cứu thoát. Tuy vậy, Vince bị thương và chết ngay sau đó. Mong muốn trả thù cho đồng đội bị sát hại, Hobbs và Elena đồng ý hỗ trợ vụ cướp. Cả nhóm đột nhập vào đồn cảnh sát và gỡ chiếc két bị gắn chặt vào toà nhà bằng hai chiếc ô tô và kéo nó đi xung quanh thành phố. Sau khi bị cảnh sát truy đuổi gắt gao, Dom để Brian đi tiếp một mình còn bản thân anh tấn công bọn cảnh sát và đuổi theo Reyes, dùng chiếc két đang được kéo sau xe anh để đâm vào đoàn xe của chúng. Brian quay lại giết Zizi trong Reyes bị thương nặng sau vụ tấn công của Dom. Hobbs tới hiện trường và giết chết Reyes. Mặc dù Hobbs từ chối để Dom và Brian thoát tội, anh cho hai người 24 giờ để trốn đi với điều kiện họ phải để lại chiếc két. Tuy nhiên, chiếc két trống không bởi nó đã bị tráo trong suốt cuộc truy đuổi. Sau khi chia tiền (phần của Vince được gửi về cho vợ con anh), mỗi người đi đường riêng của mình.
Trên một bãi biển nhiệt đới, Brian cùng với Mia lúc đó đã mang bụng bầu khá to đang ngồi thư giãn. Dom và Elena tới thăm họ. Brian thách Dom tham gia một cuộc đua cuối cùng, đánh cược để xem ai là người lái xe giỏi hơn.
Trong một hậu cảnh, Monica Fuentes đưa cho Hobbs một tập tài liệu về vụ cướp một đoàn xe quân sự ở Berlin, trong đó có một bức ảnh mới chụp của Letty, bạn gái cũ của Dom, người được cho đã thiệt mạng trước đó.

## Diễn viên
- Vin Diesel trong vai Dominic Toretto

Một tên tội phạm đua xe đường phố chuyên nghiệp đang trốn chạy. Diesel được cho là đã nhận 15 triệu USD để thủ vai chính trong phim.
- Paul Walker trong vai Brian O'Conner

Một cựu điệp viên FBI trở thành tội phạm. Anh có quan hệ tình cảm với Mia Toretto. Walker tự thực hiện nhiều cảnh nguy hiểm trong phim, luyện tập với chuyên gia parkour professional Paul Darnell để cải thiện khả năng vận động của mình.
- Jordana Brewster trong vai Mia Toretto[12]

Em gái của Dominic và là vợ của Brian O'Conner.
- Tyrese Gibson trong vai Roman Pearce

Bạn thời thơ ấu của Brian. Gibson được xác nhận sẽ tham gia bộ phim vào ngày 30 tháng 6 năm 2010. Gibson đang tham gia phim Transformers: Dark of the Moon lúc ký hợp đồng với Fast & Furious 5: Phi vụ Rio, do đó anh phải bay đi bay lại giữa Puerto Rico và Atlanta để tham gia cả hai bộ phim.
- Chris Bridges trong vai Tej Parker

Bạn của Brian và Roman ở Miami. Ludacris xác nhận sẽ tham gia bộ phim vào ngày 12 tháng 7 năm 2010, khi anh thông báo anh đã tới Puerto Rico để quay phim.
- Matt Schulze trong vai Vince

Bạn thời thơ ấu của Dominic. Schulze đã từng tham gia bộ phim đầu tiên, và vào ngày 16 tháng 7 năm 2010 anh được xác nhận sẽ quay trở lại tham gia phần năm.
- Sung Kang trong vai Han Seoul-Oh[17]

Một tay đua đường phố và là đối tác kinh doanh của Dominic ở Cộng hòa Dominica.
- Dwayne Johnson trong vai Luke Hobbs

Một đặc vụ của Cục An ninh Ngoại giao Hoa Kỳ. Theo nhà sản xuất Vin Diesel, vai diễn Hobbs ban đầu được phát triển để dành cho diễn viên Tommy Lee Jones. Tuy nhiên, khi đọc các phản hồi của người hâm mộ trên trang Facebook cá nhân, Diesel để ý thấy một khán giả ngỏ ý muốn thấy Diesel và Johnson trong cùng một bộ phim. Diesel và Lin sau đó đã thiết kế lại vai diễn để hợp với Johnson. Johnson muốn làm việc với Universal Studios và ca ngợi sự hỗ trợ của hãng phim khi anh chuyển từ vận động viên đấu vật sang làm diễn viên. Anh miêu tả nhân vật của mình là một kẻ săn tiền thưởng chuyển nghề sang làm cảnh sát trưởng Mỹ và là "phiên bản kẻ săn tiền thưởng hay nhất trên Trái đất của chính phủ". Anh đã trải qua chế độ luyện tập khắc nghiệt hàng ngày để làm cho ngoại hình của mình trở nên to lớn giống như một "thợ săn" và trông ghê gớm đủ để trở thành một mối nguy đối với các nhân vật chính.
- Gal Gadot trong vai Gisele

Một cựu điệp viên của Mossad. Mặc dù Gadot từng có kinh nghiệm lái xe máy nhưng cô vẫn phải học cách điều khiển chiếc xe Ducati Streetfighter lớn hơn và mạnh mẽ hơn cho bộ phim.
- Joaquim de Almeida trong vai Hernan Reyes

Một trùm ma túy tàn nhẫn núp dưới vỏ bọc một doanh nhân lương thiện. Vào ngày 16 tháng 7 năm 2010, Almeida được xác nhận sẽ thủ vai Reyes. Là một người từng có kinh nghiệm thể hiện một vài vai phản diện nhưng anh vẫn chần chừ khi đưa ra quyết định nhận vai này, tuy vậy sau khi nói chuyện với Lin và nghe Lin giải thích về nhân vật, anh đã đồng ý.
- Elsa Pataky trong vai Elena Neves

Một sĩ quan cảnh sát của thành phố Rio. Cô cộng tác với đội của Hobbs và trở thành người tình của Dominic. Ngày 16 tháng 7 năm 2010, Pataky được xác nhận sẽ đảm nhiệm vai diễn. Cô đã trải qua một vài ngày huấn luyện chiến thuật với một cố vấn kỹ thuật cảnh sát/quân đội để học cách cầm súng trông giống thật trong nhiều trường hợp.
Dàn diễn viên chính còn lại bao gồm hai ca sĩ người Puerto Rica Tego Calderón và Don Omar lần lượt thủ vai Leo và Santos, hai thành viên của đội trộm két. Michael Irby thủ vai Zizi, cánh tay phải của Reyes. Alimi Ballard, Fernando Chien, Yorgo Constantine, và Geoff Meedy đóng vai các tay súng trong đội của Hobbs, gồm Fusco, Wilkes, Chato, và Macroy. Michelle Rodriguez xuất hiện trong những bức ảnh ở cuối phim với hình tượng Letty Ortiz, bạn gái của Dominic được cho là đã chết sau các sự kiện của tập Fast & Furious. Eva Mendes đảm nhiệm vai khách mời với vai trò mật vụ Monica Fuentes, vai diễn cô đã từng thể hiện trong tập 2 Fast 2 Furious.

## Sản xuất

### Phát triển ý tưởng
Ngày 3 tháng 2 năm 2010, có thông tin xác nhận rằng phần năm của loạt phim Fast and Furious với tên gọi Fast Five đang được sản xuất, và phần sáu đang được lên ý tưởng. Nguồn tin cũng xác nhận rằng Diesel, Walker, biên kịch Chris Morgan và nhà sản xuất Neal H. Moritz sẽ tiếp tục đảm nhiệm những vị trí của họ ở các phần trước. Moritz nói rằng, sau thành công của Fast & Furious (2009), tập phim đã quy tụ lại dàn diễn viên của phần một gồm Diesel, Brewster, Walker và Rodriguez, nhóm sản xuất muốn một lần nữa đưa họ trở lại trong một tập phim mới. Diesel cảm thấy rằng câu chuyện của hai nhân vật do anh và Walker thủ vai cần được tiếp tục, và anh đã mường tượng ra một cốt truyện gồm ba phần, trong đó Fast Five sẽ là phần cuối. Diesel cũng muốn đưa trở lại nhiều nhân vật đã từng tham gia các phần phim trước nhưng chưa có cơ hội được tương tác với nhau nhiều, để họ được hoạt động cùng nhau và "vui vẻ với nhau thật nhiều".
Đoàn làm phim dự định sẽ ghi hình thực địa tại Rio de Janeiro. Tuy nhiên, chính quyền thành phố Puerto Rico đã đề nghị một khoản ưu đãi thuế lên đến gần 11 triệu USD, một yếu tố tác động đến quyết định sử dụng Puerto Rico làm bối cảnh cho Rio de Janeiro.
Hãng phim Universal dự định sẽ biến loạt phim từ thể loại phim hành động đua xe đường phố sang thể loại phim trộm cướp có yếu tố đua xe giống như các phim The Italian Job (1969) và The French Connection (1971), và Fast Five sẽ là tập phim chuyển tiếp giữa hai thể loại. Tháng 4 năm 2011, chủ tịch hãng phim Universal Adam Fogelson đã phát biểu:
Câu hỏi đặt ra cho chúng tôi với hai tập phim Fast Five và Fast Six đó là: Liệu chúng tôi có thể phát triển chúng vượt ra khỏi quy mô của một bộ phim về văn hoá xe hơi đơn thuần và biến nó thành một thương hiệu phim hành động thực sự. với tinh thần của những tác phẩm điện ảnh tuyệt vời về đề tài trộm cướp được thực hiện từ 10 hay 15 năm về trước?
Fogelson nói rằng việc sử dụng yếu tố đua xe làm yếu tố chủ chốt cho loạt phim đã vô tình tạo ra một mức "trần" đối với số lượng khán giả muốn theo dõi các tập sau của loạt phim, và với việc chuyển sang khai thác những đề tài khác trong đó yếu tố về kỹ năng lái xe chỉ là một khía cạnh nhất định của bộ phim, ông hy vọng sẽ gia tăng lượng khán giả theo dõi loạt phim hơn nữa.

## Phát hành
Buổi lễ ra mắt của Fast & Furious 5: Phi vụ Rio được tổ chức vào ngày 15 tháng 4 năm 2011 tại rạp Cinépolis Lagoon theater ở Rio de Janeiro, Brazil. Nữ diễn viên Susie Castillo đảm nhiệm vai trò dẫn chương trình còn hãng xe ô tô Dodge là nhà tài trợ.

### Doanh thu phòng vé
Fast & Furious 5: Phi vụ Rio thu về 209.837.675 USD (33,5%) tại thị trường Hoa Kỳ và Canada, và 416.300.000 USD (66.5%) tại các thị trường ngoài, với tổng doanh thu đạt 626.137.675 USD. Đây là phim có doanh thu cao thứ bảy mươi mốt mọi thời đại, và là bộ phim có doanh thu cao thứ bảy của năm 2011, phim có doanh thu cao thứ ba của loạt phim Fast & Furious (sau Fast & Furious 6 và Fast & Furious 7), và là phim có doanh thu cao thứ năm của hãng Universal. Trong tuần đầu khởi chiếu, phim đạt doanh thu 109,6 triệu USD trên toàn thế giới. Thứ hạng cao nhất trên bảng xếp hạng doanh thu toàn cầu mà Fast & Furious 5: Phi vụ Rio vươn tới được là 55 (tháng 10 năm 2011). Đây cũng là phim có doanh thu cao nhất của cả loạt phim tính tới thời điểm bấy giờ cả về doanh thu toàn cầu lẫn doanh thu tại từng khu vực (Hoa Kỳ & Canada và các khu vực khác) nhưng sau đó nhanh chóng bị Fast & Furious 6 vượt qua ở cả ba hạng mục kể trên.
Ngoài Hoa Kỳ và Canada
Fast & Furious 5: Phi vụ Rio là phim có doanh thu cao thứ chín của năm 2011, phim có doanh thu cao thứ ba của loạt phim Fast and Furious (sau Fast 6 và Furious 7) và là phim có doanh thu cao thứ năm của hãng Universal. Phim được ra mắt ở thị trường Úc đầu tiên vào ngày thứ tư, ngày 20 tháng 4 năm 2011 – chín ngày trước khi phát hành ở khu vực Bắc Mỹ – tiếp sau đó là ở Vương quốc Anh, Hàn Quốc và New Zealand. Phim được ấn định ra mắt sớm để trùng đúng vào dịp lễ Phục sinh tại các quốc gia này và tránh phải cạnh tranh với đợt phim mùa hè sắp tới, mặc dù lịch ra mắt như thế buộc Fast & Furious 5: Phi vụ Rio phải cạnh tranh trực tiếp với phim Thor ở một số quốc gia. Sau dịp cuối tuần đầu tiên phát hành, phim thu về 23,4 triệu USD tại các thị trường trên. Cuối tuần thứ hai, Fast & Furious 5: Phi vụ Rio thu về 46,3 triệu USD từ 3.139 rạp chiếu ở 14 quốc gia, đứng thứ nhất trong bảng xếp hạng doanh thu phòng vé ở 10 thị trường mới. Tựu trung tại, phim đứng thứ hai trong dịp cuối tuần thứ hai phát hành, sau Thor. Trong tuần thứ ba phát hành, Fast & Furious 5: Phi vụ Rio đứng đầu bảng xếp hạng doanh thu phòng vé ở 44 quốc gia nữa, nâng tổng số rạp chiếu tính đến thời điểm đó lên 6.979 rạp tại 58 quốc gia. Phim đứng nhất dịp cuối tuần này với doanh thu 85.8 triệu USD. Phim lập kỷ lục doanh thu dịp cuối tuần mở màn tại Các tiểu vương quốc Ả Rập thống nhất Emirates (1,65 triệu USD) và giữ kỷ lục này trong hai tuần cho tới khi bị Cướp biển vùng Caribbean 4 (2,24 triệu USD) vượt qua.
Tựu trung lại, đây là bộ phim có doanh thu dịp cuối tuần mở màn cao nhất của hãng Universal tại Nga, Thổ Nhĩ Kỳ, Argentina, Brazil, Chile, Pháp, India, Italy, Malaysia, Mexico, Hà Lan, Thái Lan, các Tiểu vương quốc Ả Rập thống nhất và Việt Nam.
Tại Hoa Kỳ và Canada
Fast & Furious 5: Phi vụ Rio là phim có doanh thu cao thứ ba của loạt phim Fast and Furious (sau Fast 6 và Furious 7), phim có doanh thu cao thứ mười sáu của hãng Universal, phim có doanh thu cao thứ sáu của năm 2011, phim về đề tài trộm cướp có doanh thu cao thứ hai, sau Inception, và là phim có doanh thu cao thứ hai về đề tài đua xe, sau Cars. Theo Box Office Mojo, Fast & Furious 5: Phi vụ Rio là một trong những phim phần tiếp theo thành công nhất của năm 2011, bởi nó đã ngay lập tức vượt qua doanh thu của phần liền trước tại thị trường Hoa Kỳ và Canada.